# أوتاسي
أوتاسي هي بلدة تقع في مولدوفا على الحدود مغ أوكرانيا.